# チャールズ・ラッション
チャールズ・J・ラッション（Charles J. Russhon, 1911年3月23日 - 1982年6月26日）は、アメリカ合衆国の写真家、軍人。アメリカ空軍の将校としては中佐の階級まで務めた。1960年代から1970年代にかけて、軍事アドバイザーとして映画『ジェームズ・ボンド』シリーズの撮影に関わったことで知られる。

## 経歴

### 第二次世界大戦
太平洋戦争の勃発まではNBCやリパブリック・ピクチャーズの撮影部門に音響技術者として勤務し、主に西部劇の撮影に携わっていた。真珠湾攻撃の直後、アメリカ陸軍航空隊に志願。第1航空コマンドー群付属の撮影班である第10戦闘撮影隊（10th Combat Camera Unit）の一員としてビルマへと派遣された。第1航空コマンドー群は東南アジア方面で活動していたイギリス軍指揮下の特殊部隊チンディットへの支援任務に従事しており、ラッションの任務は航空偵察写真を撮影することであった。この任務に関連し、1945年8月にはチンディット指揮官オード・ウィンゲート将軍からイギリスの殊勲飛行十字章を授与されている。
1945年8月6日、広島市に対する原爆投下が行われた。ラッションはこの直後の偵察に参加し、原爆投下直後の広島市を写真に収めた最初のアメリカ人となった。

### 戦後
戦後、予備役将校となったラッションは映画撮影への興味を強め、軍事アドバイザーとして撮影に携わるようになる。彼は空軍将校としての経験からの技術的助言を行ったほか、『ジェームズ・ボンド』シリーズでは制限区画や軍の機材を使用するための交渉も担当した。1963年の『007 ロシアより愛をこめて』では、トルコ政府当局とイスタンブールでの撮影に関する交渉を行った。1964年の『007 ゴールドフィンガー』では、フォート・ノックス陸軍基地での撮影に関する交渉を行った。『ゴールドフィンガー』作中のフォート・ノックス基地には、ラッションの名を取って「Welcome to Fort Knox - Gen. Russhon（フォート・ノックスへようこそ - ラッション大将）」というプレートが掛けられた。
1965年の『007 サンダーボール作戦』では、水中翼船ディスコ・ヴォランテ号を爆破する為に実験用ロケット燃料を使用する許可を得ている。また、海軍で実験中だったスカイフック救難システム（フルトン回収システム）の使用許可も得ており、映画終盤のボンド（ショーン・コネリー）とドミノ（クローディーヌ・オージェ）の回収に使われた。ベル・テキストロン製ジェットパックの使用許可もラッションが得たものである。『サンダーボール作戦』には、ラッション自身も空軍将校役で出演している。
彼はあらゆるものの調達を実現していた為、3代目ボンドのロジャー・ムーアからは「修理屋」（Mr. Fixit）のニックネームで呼ばれていたという。
1967年の『007は二度死ぬ』、1973年の『007 死ぬのは奴らだ』の撮影にも協力している。

## 私生活
ラッションは漫画家ミルトン・カニフとは長年の親友だった。カニフが手がけた漫画『Steve Canyon』の登場人物、チャーリー・バニラ（Charlie Vanilla）はラッションをモデルとしている。チャーリー・バニラもラッションもアイスクリームが大好物だった。
1982年、マンハッタンにて死去。